# Hamburg-Othmarschen
Othmarschen ist ein Stadtteil im westlichen Hamburg. Er gehört zum Bezirk Altona und zählt darin zu den Elbvororten.

## Geografie

### Flüsse und Bäche
Historisch gab es die Flottbek (ursprünglich wohl Vlothbeke), die Teufelsbek sowie die Röbbek im Bereich der Straßen Röbbek und Seestraße (Quellgebiet am Groß-Flottbeker Markt).
Die Röbbek ist nur noch durch den Straßennamen erhalten. Das ursprüngliche Bachbett trocknete aus, wurde verfüllt und ist nur noch an wenigen Stellen durch leichte Bodenabsenkungen nachweisbar. Die Teufelsbek ist teilweise ausgetrocknet (auch durch Grundwasserveränderungen beim Elbtunnelbau bedingt), teilweise auch verrohrt. Ein Grabenteilstück der Teufelsbek ist in der Walderseestraße zwischen Reventlowstraße und A7-Anschlussstelle erhalten. Die Flottbek, in die die Teufelsbek mündet, ist vor allem im Jenischpark sichtbar, sie entwässert in die Elbe.

### Benachbarte Stadtteile
Othmarschen grenzt im Süden an die Elbe, im Norden an Groß Flottbek, im Osten an Ottensen und im Westen an Nienstedten. Es umfasst den östlichen Teil der Gemarkung Klein Flottbek.

## Geschichte

Christuskirche 1903.

Othmarschen wurde 1317 als villa Othmerschen erstmals urkundlich erwähnt. Bei dem Namen handelt es sich um ein Kompositum, dessen Grundwort der mnd. Plural merschen für hd. „Marschen“, „Sumpfländereien“ ist. Das Bestimmungswort könnte als „öde“, „unbewohnt“ zu deuten sein. Obwohl es für die Herkunft von einem Personennamen keine Belege gibt, insbesondere die Existenz eines Einsiedlers namens Otmar nicht nachweisbar ist, und es seit längerem als widerlegt gilt, dass der Ortsname früher Otmarsheim oder Otmarshusen gelautet hat, halten sich bis heute entsprechende (Fehl-)Deutungen.
Im Mittelalter war es ein Bauerndorf mit wenigen Höfen und gehörte zur Hamburger St. Petri-Gemeinde. Erst 1547/1548 gelangte es mit dem Bau einer Ottenser Kirche zum neuen Kirchspiel Ottensen. 1759 entstand der reetgedeckte Röperhof der Familie Röper am heutigen Agathe-Lasch-Weg. Zusammen mit dem daneben befindlichen Schmidtschen Hof ist er der letzte erhaltene Rest des historischen Othmarscher Dorfkerns. Etwa zur selben Zeit entstanden an der heutigen Elbchaussee die ersten Landhäuser wohlhabender Kaufleute. Noch bis ins 19. Jahrhundert hinein war Othmarschen ein kleiner Vorort. Zusammen mit Övelgönne zählte es 1855 lediglich 362 Einwohner. 1867 kam Othmarschen zur preußischen Provinz Schleswig-Holstein. 1882 entstand an der Strecke der Vorortbahn Altona-Blankenese die erste Haltestelle, namentlich die Bedarfshaltestelle Groß-Flottbek-Othmarschen. 1883 gründete der Fabrikant Ferdinand Ancker gemeinschaftlich mit anderen Teilhabern das Terrain-Consortium, das das Bauprojekt Villenanlage Neu-Othmarschen, eine Gartenstadt für Wohlhabende in der Gemeinde Groß Flottbek, realisierte. 1890 fiel Othmarschen zusammen mit Bahrenfeld und Övelgönne an Altona. Seit 1897 ist Othmarschen an das S-Bahn-Netz angeschlossen; die Bedarfshaltestelle wurde nunmehr reguläre Haltestelle der S-Bahn, lange Zeit als Haltestelle Großflottbek-Othmarschen, nunmehr als Othmarschen. 1893 ist im Ort eine Pferdebahn eingerichtet worden. 1899 führte eine Straßenbahn nach Altona, im folgenden Jahr wurde der Bau der Christuskirche am Roosensweg beendet. Durch das Groß-Hamburg-Gesetz kam Othmarschen 1937/1938 zusammen mit Altona nach Hamburg. 1939 erhielt Othmarschen den östlichen Teil Klein Flottbeks, den südlichsten Teil von Groß Flottbek sowie den südwestlichsten Teil von Bahrenfeld hinzu. Mit Wirkung zum 11. Mai 1951 wurde durch das Gesetz über die Bezirksverwaltung in der Freien und Hansestadt Hamburg (1949) der damalige Bezirk Flottbek-Othmarschen aufgeteilt und es entstand der Stadtteil Othmarschen. Die 1960er und 1970er Jahre veränderten das alte Othmarschen beträchtlich: Der historische Dorfkern musste dem Bau der Bundesautobahn 7 und des in Othmarschen beginnenden Elbtunnels weichen.

## Statistik
(Quelle:)
- Anteil der unter 18-Jährigen: 20,6 % (Hamburger Durchschnitt: 16,8 % (Dezember 2023))
- Anteil der über 64-Jährigen: 20,3 % (Hamburger Durchschnitt: 17,8 % (Dezember 2023))
- Ausländeranteil: 15,4 % (Hamburger Durchschnitt: 20,7 % (Dezember 2023))
- Arbeitslosenquote: 3,3 % (Hamburger Durchschnitt: 6,2 % (Dezember 2023))

Othmarschen gehört zu den reichsten Stadtteilen Hamburgs. Das durchschnittliche Einkommen je Steuerpflichtigen beträgt hier 142.568 Euro jährlich (2020) und ist somit knapp dreimal so hoch wie der Hamburger Gesamtdurchschnitt (48.035 Euro).

## Politik
Für die Bürgerschaftswahl gehört Othmarschen zum Wahlkreis Altona. Die Bürgerschaftswahlen 2025, 2020, 2015, 2011, 2008, 2004, 2001, 1997 und 1993 brachten im Stadtteil folgendes Ergebnis:
| Bürgerschaftswahl | CDU    | SPD    | Grüne 1) | Linke 2) | FDP    | AfD    | Übrige    |
| ----------------- | ------ | ------ | -------- | -------- | ------ | ------ | --------- |
| 2025              | 31,0 % | 27,3 % | 21,6 %   | 06,7 %   | 05,2 % | 03,3 % | 05,1 %    |
| 2020              | 14,0 % | 33,3 % | 27,1 %   | 06,5 %   | 11,7 % | 02,8 % | 04,6 %    |
| 2015              | 16,3 % | 38,1 % | 14,6 %   | 04,8 %   | 19,1 % | 04,4 % | 02,7 %    |
| 2011              | 26,9 % | 37,8 % | 11,5 %   | 03,4 %   | 16,3 % | –      | 04,2 %    |
| 2008              | 56,0 % | 21,8 % | 09,4 %   | 02,7 %   | 09,0 % | –      | 01,1 %    |
| 2004              | 60,6 % | 19,8 % | 12,1 %   | –        | 05,0 % | –      | 02,6 %    |
| 2001              | 36,5 % | 23,9 % | 10,5 %   | 00,2 %   | 14,5 % | –      | 14,4 % 3) |
| 1997              | 44,9 % | 19,2 % | 14,4 %   | –        | 09,5 % | –      | 15,0 % 4) |
| 1993              | 39,2 % | 22,2 % | 14,9 %   | –        | 09,4 % | –      | 14,3 % 5) |

Bei Bezirksversammlungswahlen gehört der Stadtteil zum Wahlkreis Bahrenfeld-West / Groß Flottbek / Othmarschen und bei Bundestagswahlen zählt Othmarschen zum Bundestagswahlkreis Altona.

## Kultur und Sehenswürdigkeiten

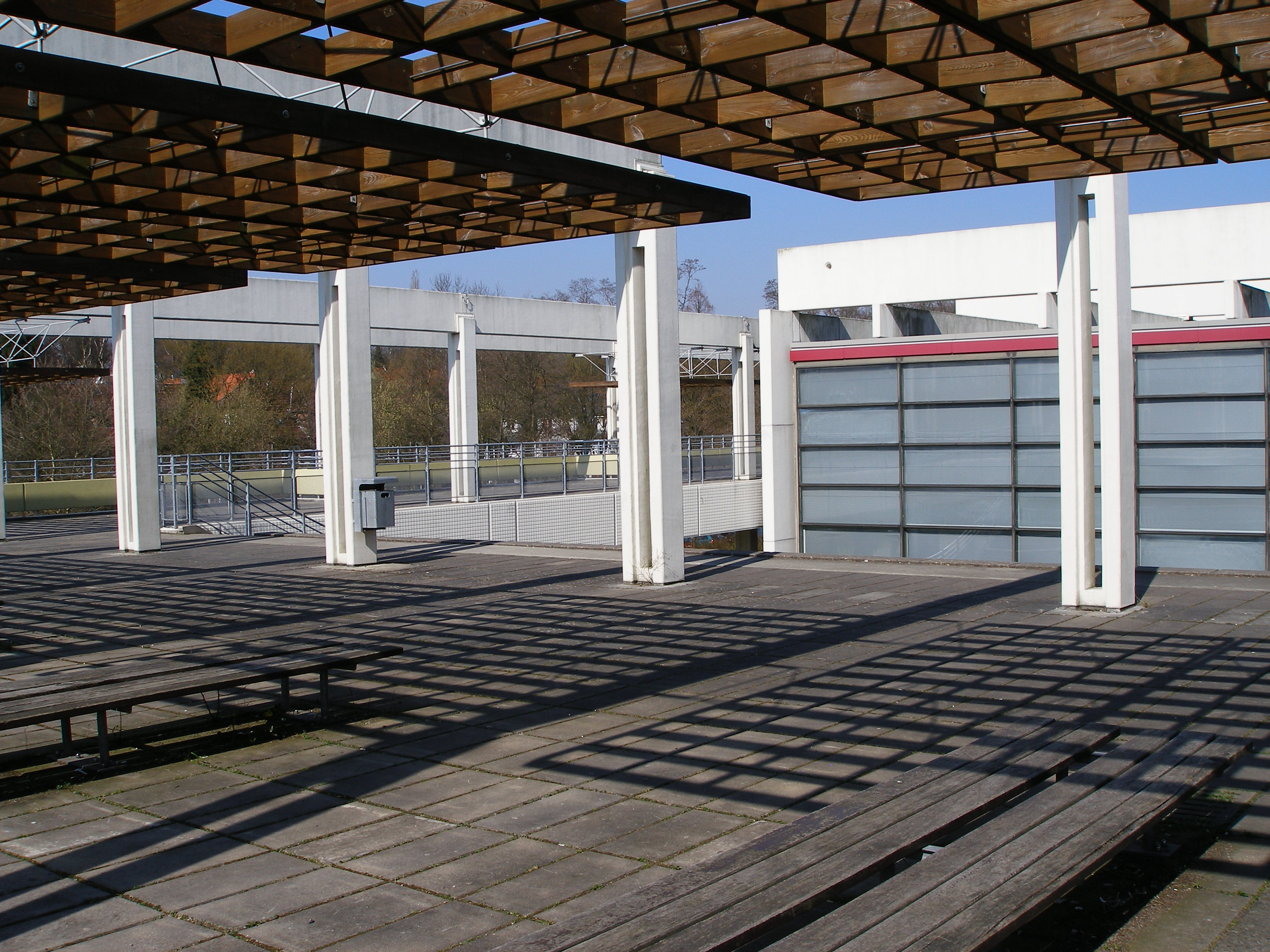
Das Christianeum.

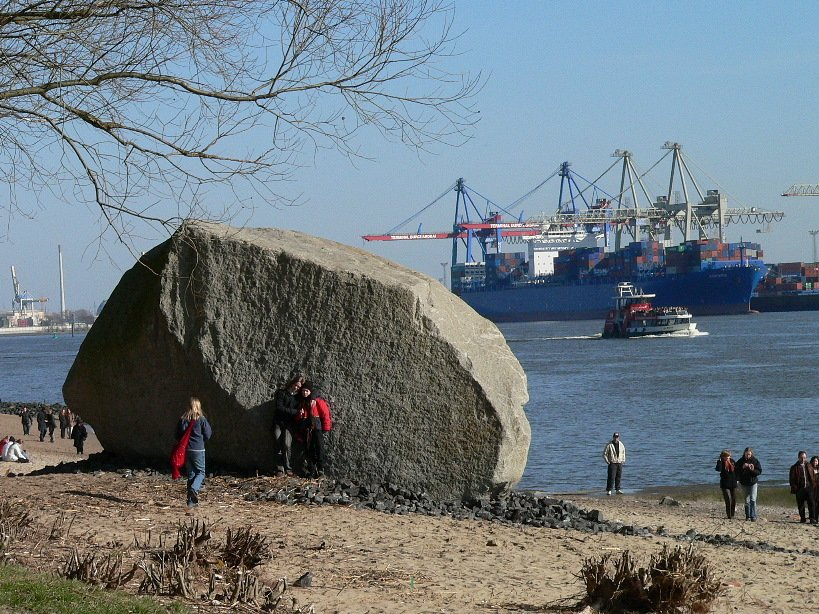
Alter Schwede

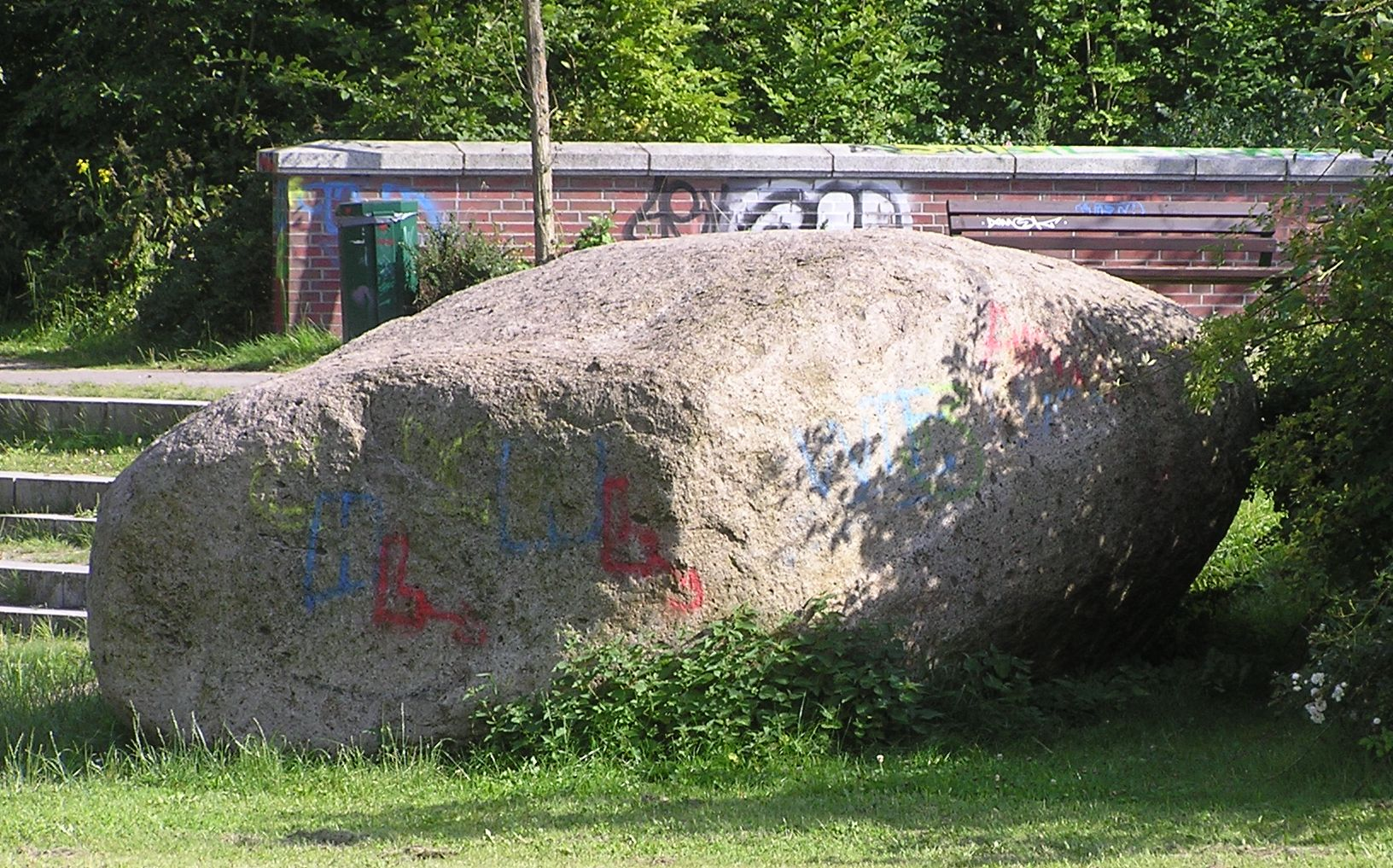
Stein von Othmarschen

### Museen
Im Jenischpark sind die Kunstausstellungen des Jenischhauses, des Ernst-Barlach-Hauses und des Eduard-Bargheer-Museums zu sehen.

### Bauwerke
Entlang der Elbchaussee sind etliche Villen verschiedener Stilrichtungen zu sehen. Andere Villen liegen weiter von der Elbe entfernt, etwa Haus K. in O. und Jenischhaus.
Das über 250-jährige Gymnasium Christianeum ist seit 1974 in einem funktionalistischen Betonbau von Arne Jacobsen in Othmarschen untergebracht.

### Parks
Der Elbstrand bei Övelgönne und das Hans-Leip-Ufer sind beliebt bei Spaziergängern.
Größere Grünanlagen sind der Jenischpark an der Grenze zu Klein Flottbek und der Hindenburgpark am Elbhang.

### Naturdenkmäler
In Othmarschen befinden sich die beiden größten Findlinge des Hamburger Raums:
- Der Alte Schwede (Gewicht 217 t) in Övelgönne
- Der Stein von Othmarschen (Gewicht 60 t) im Park über dem Elbtunnel

## Wirtschaft und Infrastruktur

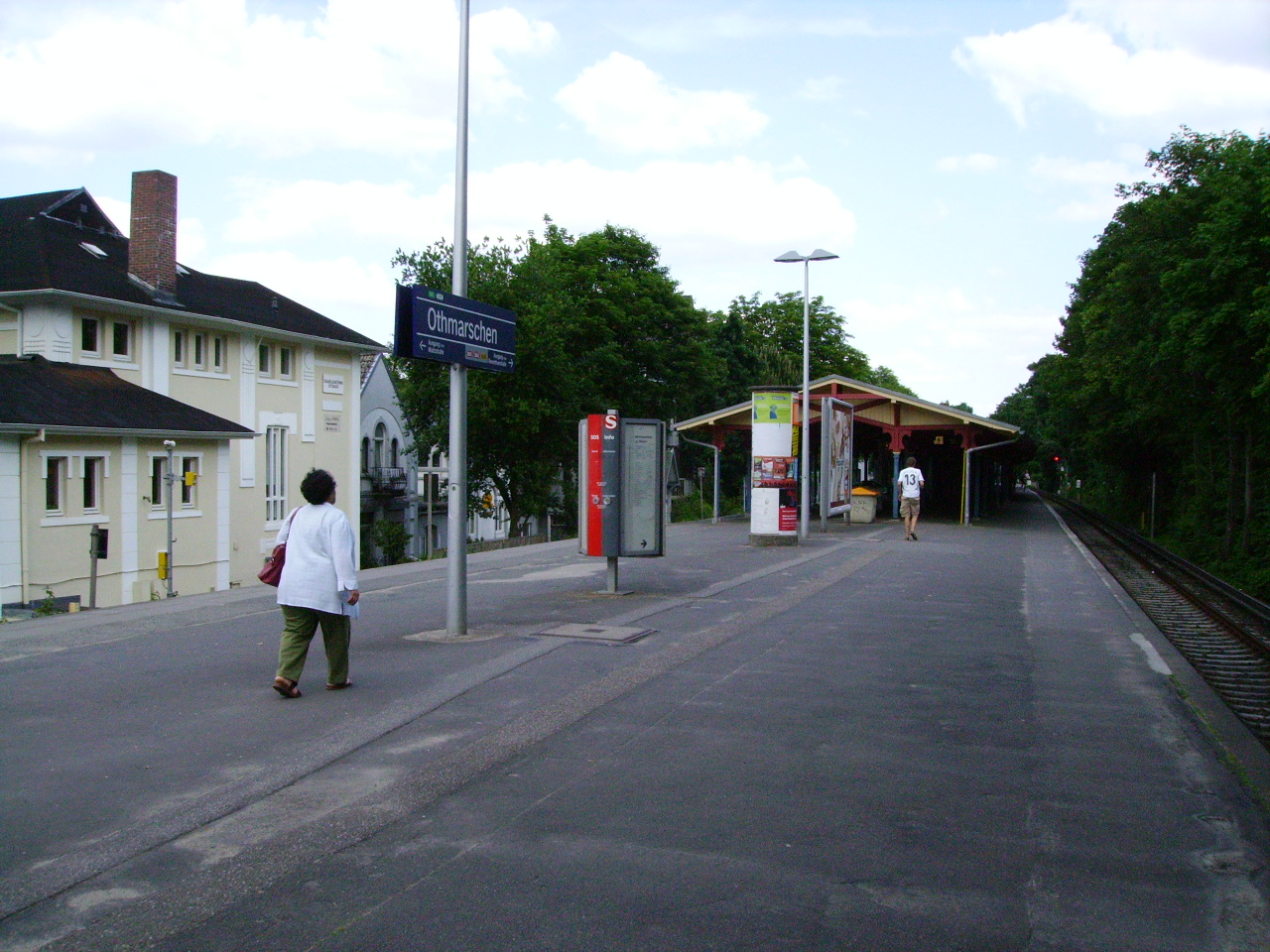
Der S-Bahnhof Othmarschen.

### Verkehr
Den nördlichen Rand Othmarschens bildet die S-Bahnstrecke Altona–Blankenese (Linie S1). Der Bahnhof Othmarschen trug ab 1902 zwischenzeitlich die Bezeichnung Groß-Flottbeck-Othmarschen, bevor er zum 1. April 1938 wieder in Othmarschen umbezeichnet wurde. Das historische Bahnsteigdach steht unter Denkmalschutz. Nach einer bereits bis 2006 erfolgten Restaurierung des historischen Dachs wurde die Haltestelle 2009/10 barrierefrei ausgebaut, ein Aufzug wurde ergänzt und Bahnsteig und Zugangsanlagen saniert.
Im Osten Othmarschens liegt die nördliche Einfahrt des Hamburger Elbtunnels der Bundesautobahn 7, außerdem die gleichnamige Anschlussstelle 29. Im März 2016 einigten sich alle Bürgerschaftsfraktionen im Rahmen des achtstreifigen Ausbaus der Autobahn auf eine Verlängerung des geplanten Hamburger Deckels von geplanten 730 m auf 2300 m bis nach Othmarschen.
Entlang der Elbe ziehen sich, ebenfalls von Altona nach Blankenese, die Hauptverkehrs- und großbürgerliche Wohnstraße Elbchaussee und der Elbuferwanderweg.

### Bildung
Othmarschen verfügte 2015 über elf Kindergärten und sieben Schulen, darunter drei Gymnasien (Christianeum, Gymnasium Hochrad, Gymnasium Othmarschen). Das humanistische Christianeum ist eine der ältesten Schulen der Stadt. Im Schuljahr 2015/16 besuchten insgesamt 4.359 Schüler die Othmarscher Schulen.

## Persönlichkeiten

### In Othmarschen geboren
- Charlotte Paulsen (1797–1862), Sozialreformerin und Frauenrechtlerin.
- Ludwig Burmester (1840–1927), Mathematiker und Erfinder.
- Hans Petersen (1885–1946), Mediziner.
- Hark Bohm (* 1939), Schauspieler und Filmschaffender.

### Mit Othmarschen verbunden
- Martin Johann Jenisch (1793–1857), Kaufmann und Hamburger Senator, ließ das Jenisch-Haus errichten.
- Robert Miles Sloman (1812–1900), Reeder, lebte[7] und starb in Othmarschen.
- Hermann Anthony Cornelius Weber (1822–1886), Hamburger Senator und Bürgermeister, wohnte an der Elbchaussee und starb dort.
- Max Kuchel (1859–1933), Landschafts- und Porträtmaler, lebte und starb in Klein Flottbek
- Franz von Hipper (1863–1932), Marineoffizier, lebte und starb in Othmarschen.
- Margarete Böhme (1867–1939), Schriftstellerin, lebte und starb in Othmarschen.
- Philipp Fürchtegott Reemtsma (1893–1959), Unternehmer und Kunstmäzen, ließ die Villa Reemtsma errichten.
- Siegfried Lenz (1926–2014), Schriftsteller, lebte zuletzt in einer Stadtvilla in Othmarschen
- Hubert Fichte (1935–1986), Schriftsteller, lebte zuletzt in einem Einfamilienhaus in Othmarschen
- Heinz Otto Wehmann (* 1955), Koch, Mitinhaber des Landhaus Scherrer.